# Ясенево (станция метро)
«Я́сенево» — станция Московского метрополитена на Калужско-Рижской линии. Расположена в одноимённом районе (ЮЗАО), по которому получила название. Открыта 17 января 1990 года в составе участка «Тёплый Стан» — «Битцевский парк» (ныне «Новоясеневская»). Колонная трёхпролётная станция мелкого заложения с одной островной платформой.

## История
Станция открыта 17 января 1990 года в составе участка «Тёплый Стан» — «Битцевский парк» (ныне «Новоясеневская»), после ввода в эксплуатацию которого в Московском метрополитене стала 141 станция.

## Расположение и вестибюли
Наземный вестибюль отсутствует, выход в город — по подземным переходам на площадь Кима Филби, Новоясеневский проспект, улицы Тарусская и Ясногорская.

## Архитектура и оформление
«Ясенево» — колонная станция мелкого заложения (глубина — 8 м) с тремя пролётами. Авторы проекта — Н. И. Шумаков, Г. С. Мун и Н. В. Шурыгина. На станции два ряда по 26 колонн с шагом 6,5 м, которые имеют цилиндрическую форму и отделаны зеленоватым мрамором; путевые стены облицованы ячеистой металлической плиткой жёлто-зелёного оттенка; пол выложен серым гранитом.

## Станция в цифрах
- Код станции — 108.
- Пикет ПК208+07.
- В марте 2002 пассажиропоток по входу составлял 68,9 тыс. чел[1].
- Таблица времени прохождения первого поезда через станцию[2]:

| По чётным числам                   | Будние дни | Выходные дни |
| По нечётным числам                 | Будние дни | Выходные дни |
| В сторону станции «Новоясеневская» | 05:52:00   | 05:53:00     |
| В сторону станции «Новоясеневская» | 06:05:00   | 06:04:00     |
| В сторону станции «Тёплый стан»    | 05:42:00   | 05:42:00     |
| В сторону станции «Тёплый стан»    | 05:59:00   | 06:00:00     |

## Фотографии
| - Зал станции - Поезд с вагонами типа 81-717/714 - Название на путевой стене - Светильник |

## Наземный общественный транспорт
На этой станции можно пересесть на следующие маршруты городского пассажирского транспорта:
- Автобусы: с14, 165, 261, 262, 264, 639, 642, 648, 769, 912, с977, т81, т85, н16